# 肉毒桿菌毒素

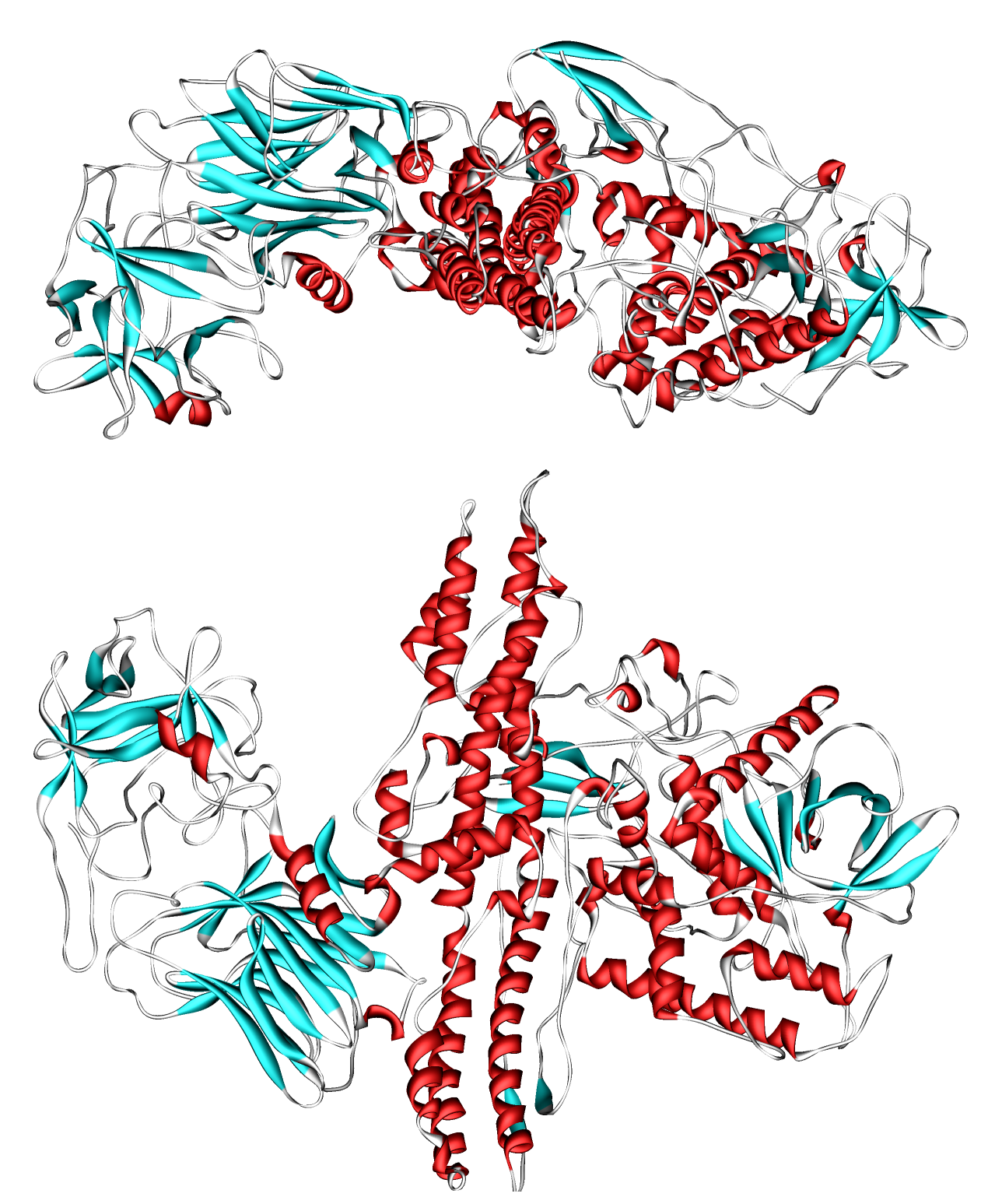
肉毒杆菌毒素的结构

肉毒桿菌毒素（botulinum toxin，BTX）又称肉毒毒素、肉毒神经毒素（botulinum neurotoxin）、肉毒杆菌素，是由肉毒杆菌于厭氧條件下生長时所產生的一类高分子蛋白质的神经毒素，主要抑制神经末梢释放乙酰胆碱，引起肌肉松弛麻痹。一克肉毒桿菌毒素，通过注射就能杀死一千万人，是人类已知的最强毒素。
肉毒杆菌毒素共有A、B、Cα、Cβ、D、E、F、G八種類型，其中A型、B型、E型、F型对人类有毒性，大剂量可致死，但低剂量局部使用可消除肌肉痉挛、除去皱纹，广泛应用於医疗和美容行业；其他4种类型对别的动物有毒性。

## 理化性質
肉毒毒素是150kD的多肽，它由100kD的重（H）链和50kD轻（L）链通过一个双硫链连接起来。肉毒毒素共有A、B、Cα、Cβ、D、E、F、G八種類型，其中引起人員中毒者主要為A型、B型，而以A型毒性最强，最具軍事價值。純淨的A型肉毒毒素对人的吸入半致死量为0.004μg/kg。A型肉毒毒素為質地疏鬆的無色或白色针状晶體，無特殊氣味，易溶於水。结晶态于室温下不稳定，数日即分解失活。

## 穩定性
該毒素耐酸，在0.5%~1%鹽酸中仍保有活性而不被滅活，故可被肠胃道吸收；但不耐鹼，在pH>11的條件下經3分鐘即滅活。毒素對熱敏感，在60℃下2分鐘即破壞殆盡。其水溶液在常溫下可在7d內保持毒性不變。

## 毒性機理
肉毒毒素并非由活着的肉毒杆菌释放，而是先在肉毒杆菌细胞内产生无毒的前体毒素，在肉毒杆菌死亡自溶后前体毒素游离出来，经肠道中的胰蛋白酶或细菌产生的蛋白酶激活后方始具有毒性。肉毒毒素作用的机理是阻断神经末梢乙醯胆碱的釋放，从而導致運動神經與自主神經的對稱下行弛緩性癱瘓，麻痹膽鹼能支配區肌肉和骨骼肌。人類經口服或吸入途徑攝入此毒素后，神经系统将遭到破坏，将会出现眩暈、呼吸困难和軟癱乃至因呼吸肌麻痺而死亡的症狀。

## 日常預防
肉毒杆菌生长繁殖及产毒的最适温度为18～30℃。当pH值低于4.5或大于9.0时，或当环境温度低于15℃或高于55℃时，肉毒芽孢桿菌無法繁殖，也不能产生毒素。因此，加热和冷藏都可以杀死肉毒杆菌。引起肉毒毒素食物中毒的食物要滿足三個條件：1）被肉毒桿菌芽胞污染; 2）在肉毒桿菌容易產生毒素的條件下保存; 3）進食前又未經適當加熱烹煮。

## 用途

### 軍事
A型肉毒毒素是一種高效價的生物源化學戰劑，殺傷力大、穩定性高、易於大量生產及貯存的特點令其具備了很大的軍事潛力。戰場上通常將其以氣溶膠的方式施放。此毒素被美国疾病控制与预防中心視為A級潛在生物恐怖劑。

### 醫學
由于肉毒毒素能使肌肉暂时麻痹，医学界自1979年第1次将其作为一种肌肉鬆弛劑应用于临床治疗斜视，至今已有30余年历史，目前已发展为治疗各种局限性张力障碍性疾病，其疗效稳定而可靠。
起初，医生将肉毒毒素用于治疗面部痉挛和其他肌肉运动紊乱症，用它来麻痹肌肉神经，以此达到停止肌肉痉挛的目的。治疗过程中医生发现肉毒毒素在消除皱纹方面具有更加显著的功效。很快地，注射肉毒杆菌素的美容手术应运而生。
肉毒毒素通过麻痹鬆弛的皮下神經，可以在一段时间内消除皱纹或者避免皺紋的生成，从而達到美容的效果。肉毒毒素价格高，并且每隔几个月就要重新注射，所以是女星和名媛太太才長年消費得起的奢侈品。
通常，以醫療為目的肉毒桿菌施打劑量極其少量，都僅是推定致死量的约1%。在設定用量無誤的情況下可說是為安全，但依舊必須根據對人體狀況專業的判斷才能準確地設定。因此，肉毒杆菌素注射手术有一定的風險，必须要由专业的皮肤科或顏面整型醫生施行。